# 平秦郡
平秦郡，中国南北朝时设置的郡。
北魏太延二年（436年）置平秦郡，属岐州，治所在雍县（今陕西凤翔县东南义坞堡）。辖境相当今陕西省宝鸡市、凤翔县、岐山县、麟游县、扶风县等交界之地。领三县：雍县、周城县、横水县。其郡为丝路东段南道必经之地，商贸活动频繁。西魏改名岐山郡。